# The Fall Guy (série de televisão)
The Fall Guy é uma série de televisão norte-americana, tendo como produtor Glen A. Larson (o mesmo de Magnum, A Super Máquina e Battlestar Galactica). Foi produzida pela Universal e pela rede americana ABC, entre setembro de 1981 e maio de 1986, totalizando 113 episódios, distribuídos em cinco temporadas.
Um filme baseado na série foi lançado em 2024.

## Elenco
- Lee Majors como Colt Seavers
- Douglas Barr como Howard Munson
- Heather Thomas como Jody Banks
- Jo Ann Pflug como Big Jack
- Markie Post como Terri Shannon
- Nedra Volz como Pearl Sperling
- Robert Donner como Edmund Trench